# Oscar Casal Mir
Oscar Casal Mir   (El Tarter, 7 d'octubre de 1979) és un corredor de muntanya andorrà. És germà de l'atleta Marc Casal Mir.
És membre de l'equip nacional de curses de muntanya de la Federació Andorrana de Muntanyisme i és habitual del circuït Skyrunning de curses de muntanya. El 2018 va ser primer a la cursa Yading Skyrun a la Xina.
El març del 2023, va posar fi a la seva carrera esportiva d'alt nivell.